# Nati il 25 novembre
| Questa pagina contiene informazioni ricavate automaticamente dalle voci biografiche con l'ausilio del template Bio e di un bot. L'aggiornamento è periodico e automatico e ricostruisce completamente la pagina. Se manca una persona in questa lista, sei pregato di non aggiungerla, ma accertati piuttosto che la sua voce biografica contenga il template Bio e che i dati anagrafici siano correttamente compilati. Se il template Bio manca, inseriscilo tu stesso o, in alternativa, metti l'avviso {{tmp\|Bio}} che ne segnala la mancanza. Se i dati riportati sono sbagliati, correggi direttamente la voce biografica; le modifiche saranno visibili in questa lista entro pochi giorni. Per chiarimenti vedi il progetto biografie. La lista contiene solo le 1.046 persone che sono citate nell'enciclopedia e per le quali è stato implementato correttamente il template Bio. Pagina aggiornata al 17 ago 2025. |

## XIII secolo(1)
- 1274 - Caterina I di Courtenay, sovrana († 1307)

## XIV secolo(2)
- 1328 - Benedetto XIII, cardinale spagnolo († 1423)
- 1386 - Elisabetta Achler, religiosa e mistica tedesca († 1420)

## XV secolo(5)
- 1444 - Pietro Dolfin, abate, umanista e teologo italiano († 1525)
- 1453 - Juan de Vera, cardinale spagnolo († 1507)
- 1454 - Caterina Corner, sovrana († 1510)
- 1489 - Marco Mantova Benavides, umanista e giurista italiano († 1582)
- 1493 - Osanna di Cattaro, religiosa montenegrina († 1565)

## XVI secolo(11)
- 1507 - Joos de Damhouder, giurista belga († 1581)
- 1541 - Michele Bonelli, cardinale italiano († 1598)
- 1556 - Jacques du Perron, cardinale, arcivescovo cattolico e poeta francese († 1618)
- 1562 - Lope de Vega, scrittore, poeta e drammaturgo spagnolo († 1635)
- 1563 - Galeotto III Pico della Mirandola, nobile italiano († 1597)
- 1569 - Friedrich Kettler, duca († 1642)
- 1577 - Piet Pieterszoon Hein, corsaro, pirata e ammiraglio olandese († 1629)
- 1579 - Mōri Hidemoto, militare giapponese († 1650)
- 1583 - Juan de Lugo, gesuita, cardinale e teologo spagnolo († 1660)
- 1584 - Agostino Centurione, doge († 1657)
- 1593 - Alano di Solminihac, vescovo cattolico francese († 1659)

## XVII secolo(13)
- 1607 - Andreas Heinrich Bucholtz, scrittore, poeta e teologo tedesco († 1671)
- 1609 - Enrichetta Maria di Borbone-Francia, regina († 1669)
- 1613 - Filippo VII di Waldeck-Wildungen, nobile tedesco († 1645)
- 1637 - Armand de Gramont, nobiluomo francese († 1673)
- 1638 - Caterina di Braganza, sovrana († 1705)
- 1644 - Francisco Martín Fernández de Posadas, presbitero spagnolo († 1713)
- 1655 - Amalia di Nassau-Dietz, principessa tedesca († 1695)
- 1662 - Francesco Aviani, pittore italiano († 1715)
- 1666 - Giuseppe Giovanni Battista Guarneri, liutaio italiano
- 1677 - Andrea Bianchi, architetto italiano († 1740)
- 1680 - Ursula Caterina di Altenbockum, nobildonna polacca († 1743)
- 1697 - Maria Carolina Sobieska, nobile polacca († 1740)
- 1699 - Pierre Subleyras, pittore francese († 1749)

## XVIII secolo(34)
- 1703 - Jean-François Séguier, naturalista francese († 1784)
- 1712 - Charles-Michel de l'Épée, presbitero e educatore francese († 1789)
- 1717 - Aleksandr Petrovič Sumarokov, poeta e drammaturgo russo († 1777)
- 1722 - Heinrich Johann Nepomuk von Crantz, medico e botanico lussemburghese († 1799)
- 1731 - Gustaf Fredrik Gyllenborg, poeta svedese († 1808)
- 1738 - Thomas Abbt, matematico e filosofo tedesco († 1766)
- 1738 - Joseph-François Marie, matematico e abate francese († 1801)
- 1739 - Giambattista Gherardo d'Arco, economista e letterato italiano († 1791)
- 1743 - Giuseppe Maria Galanti, economista, storico e politico italiano († 1806)
- 1743 - Guglielmo Enrico di Hannover, nobile inglese († 1805)
- 1743 - Giovanni Battista Zauli, cardinale italiano († 1819)
- 1744 - Félix de Avelar Brotero, medico e botanico portoghese († 1828)
- 1751 - Joseph Lepaute Dagelet, astronomo e matematico francese († 1788)
- 1752 - Johann Friedrich Reichardt, compositore, scrittore e critico musicale tedesco († 1814)
- 1756 - Pietro Tasca, vescovo cattolico italiano († 1839)
- 1758 - John Armstrong Junior, politico statunitense († 1843)
- 1763 - Cristiano d'Assia-Darmstadt, nobile tedesco († 1830)
- 1763 - Sebastiano De Boni, architetto e pittore italiano († 1835)
- 1763 - Jean-Germain Drouais, pittore francese († 1788)
- 1774 - Stefano Bellesini, presbitero austriaco († 1840)
- 1775 - Jean-Baptiste Godart, entomologo francese († 1825)
- 1775 - Charles Kemble, attore teatrale e impresario teatrale inglese († 1854)
- 1778 - Joseph Lancaster, pedagogo inglese († 1838)
- 1780 - Pavel Ivanovič Kutajsov, nobile e politico russo († 1840)
- 1781 - Giulio Cesare Rospigliosi, nobile italiano († 1859)
- 1785 - Federico Barbier, politico italiano
- 1786 - Siegfried Bendixen, pittore e litografo tedesco († 1864)
- 1790 - Johann Joseph Achermann, pittore svizzero († 1845)
- 1790 - Giovan Battista Borghesi, pittore italiano († 1846)
- 1791 - Giuseppe Belli, fisico e matematico italiano († 1860)
- 1796 - Maximilian von Pelkhoven, politico e giurista tedesco († 1864)
- 1796 - Andreas von Ettingshausen, fisico e matematico tedesco († 1878)
- 1799 - Aurelio Bianchi-Giovini, pubblicista, politico e saggista italiano († 1862)
- 1800 - Giovanni Battista Nappi, magistrato italiano († 1871)

## XIX secolo(182)
- 1801 - Ignazio Porro, inventore, ottico e topografo italiano († 1875)
- 1803 - Sofia Ahlbom, incisore, scrittrice e fotografa svedese († 1868)
- 1805 - William Ballard Preston, politico statunitense († 1862)
- 1806 - Walter Montagu Douglas Scott, V duca di Buccleuch, politico scozzese († 1884)
- 1808 - Isabella Rossi Gabardi Brocchi, scrittrice e poetessa italiana († 1893)
- 1809 - Adolph Edward Borie, politico statunitense († 1880)
- 1810 - Nikolaj Ivanovič Pirogov, medico, scienziato e pedagogo russo († 1881)
- 1812 - Henry Mayhew, giornalista britannico († 1887)
- 1812 - Julius Petzholdt, bibliografo e bibliotecario tedesco († 1891)
- 1814 - Alessandro Besana, politico italiano († 1897)
- 1814 - Julius Robert von Mayer, medico e fisico tedesco († 1878)
- 1816 - Giuseppe Abbagnale, militare italiano († 1869)
- 1817 - John Bigelow, politico e diplomatico statunitense († 1911)
- 1817 - Arnaldo Fusinato, poeta e patriota italiano († 1888)
- 1817 - Giuseppe Ignazio Trevisani, politico italiano († 1893)
- 1820 - Victor Prosch, medico, veterinario e biologo danese († 1885)
- 1821 - Augusto Napoleone Hercolani, VI principe Hercolani, nobile italiano († 1839)
- 1823 - Giuseppe Cognata, politico italiano († 1913)
- 1824 - Antonio Ghislanzoni, librettista, poeta e scrittore italiano († 1893)
- 1824 - Charles Verlat, pittore, docente e incisore belga († 1890)
- 1825 - Gaetano Cosentini, scrittore, giornalista e politico italiano († 1915)
- 1826 - Carlo Nocella, cardinale italiano († 1908)
- 1829 - Ettore Bertolè Viale, generale e politico italiano († 1892)
- 1829 - Giovanni Battista e Giuseppe Epis, pittore italiano († 1880)
- 1830 - Guido Baccelli, medico e politico italiano († 1916)
- 1830 - Lina Morgenstern, educatrice, scrittrice e pacifista tedesca († 1909)
- 1830 - Pavel Andreevič Šuvalov, politico e generale russo († 1908)
- 1835 - Andrew Carnegie, imprenditore e filantropo scozzese († 1919)
- 1835 - Arthur Sewall, politico statunitense († 1900)
- 1836 - Almerico da Schio, scienziato, pioniere dell'aviazione e patriota italiano († 1930)
- 1836 - Raffaele Faccioli, ingegnere e architetto italiano († 1914)
- 1838 - Elisabeth Bürstenbinder, scrittrice tedesca († 1918)
- 1840 - Luigi Formiga, patriota italiano († 1919)
- 1840 - Sava Grujić, militare e politico serbo († 1913)
- 1841 - Georges Hayem, ematologo e medico francese († 1933)
- 1841 - Costantino Parravano, compositore italiano († 1905)
- 1841 - Ernst Schröder, matematico tedesco († 1902)
- 1842 - Madeleine Brès, medico francese († 1921)
- 1844 - Karl Benz, ingegnere tedesco († 1929)
- 1845 - Eça de Queiroz, giornalista, diplomatico e scrittore portoghese († 1900)
- 1846 - Carrie Nation, attivista statunitense († 1911)
- 1848 - William Frederick Denning, astronomo britannico († 1931)
- 1848 - María Catalina Irigoyen Echegaray, religiosa spagnola († 1918)
- 1848 - Joseph Lyman Silsbee, architetto statunitense († 1913)
- 1849 - Ippolito Onorio De Luca, avvocato, giornalista e politico italiano († 1913)
- 1849 - Mary Fraser Tytler, artista britannica († 1938)
- 1850 - Luigi Dorigo, avvocato e politico italiano († 1927)
- 1850 - Eduard Sievers, linguista e filologo tedesco († 1932)
- 1851 - Émile Châtelain, latinista e paleografo francese († 1933)
- 1852 - Giovanni Magherini Graziani, storico dell'arte, filologo e scrittore italiano († 1924)
- 1853 - Jozef Škultéty, critico letterario, linguista e storico slovacco († 1948)
- 1854 - Edward Meyrick, entomologo inglese († 1938)
- 1856 - Ernest Beckett, II barone Grimthorpe, politico e banchiere inglese († 1917)
- 1856 - Sergej Ivanovič Taneev, compositore e pianista russo († 1915)
- 1857 - Gian Giacomo Felissent, politico, militare e pubblicista italiano († 1912)
- 1857 - Archibald Edward Garrod, medico inglese († 1936)
- 1857 - Clemente Lequio, generale italiano († 1920)
- 1858 - Pietro Calcagno, attivista, anarchico e pubblicista italiano († 1906)
- 1858 - Alfred Capus, giornalista e scrittore francese († 1922)
- 1858 - Julius Scheiner, astronomo tedesco († 1913)
- 1858 - Herbert Whitfeld, calciatore inglese († 1909)
- 1858 - Jacques Onfroy de Bréville, disegnatore e illustratore francese († 1931)
- 1859 - Jane Hading, attrice teatrale francese († 1941)
- 1860 - Lillian Langdon, attrice statunitense († 1943)
- 1861 - Phyllis Allen, attrice statunitense († 1938)
- 1864 - Giuseppe Filippi, produttore cinematografico italiano († 1956)
- 1864 - Albert George Schmedeman, politico e diplomatico statunitense († 1946)
- 1865 - Georges Lemmen, pittore e disegnatore belga († 1916)
- 1865 - Julio González Pola, scultore spagnolo († 1929)
- 1865 - Gustaf Söderström, tiratore di fune, pesista e discobolo svedese († 1958)
- 1866 - Giuseppe Cremonini Bianchi, tenore italiano († 1903)
- 1866 - Sylvia Llewelyn Davies, britannica († 1910)
- 1866 - Ferdinando Russo, poeta e giornalista italiano († 1927)
- 1867 - Alessandro Abate, pittore italiano († 1953)
- 1867 - Irma Gramatica, attrice italiana († 1962)
- 1867 - Tal'at Harb, economista egiziano († 1941)
- 1868 - Ernesto Luigi d'Assia, sovrano tedesco († 1937)
- 1869 - Eugenio Florian, giurista e politico italiano († 1945)
- 1869 - Maurice Tranchant de Lunel, architetto e scrittore francese († 1944)
- 1870 - Winthrop Ames, impresario teatrale, regista teatrale e sceneggiatore statunitense († 1937)
- 1870 - Maurice Denis, pittore francese († 1943)
- 1871 - Simon Fraser, XIV Lord Lovat, generale scozzese († 1933)
- 1872 - Robert de Flers, drammaturgo e critico letterario francese († 1927)
- 1872 - Robert Maysack, ginnasta e multiplista statunitense († 1960)
- 1872 - Giacinto Menotti Serrati, politico e giornalista italiano († 1926)
- 1872 - G. O. Smith, calciatore inglese († 1943)
- 1873 - Pierre Lacau, egittologo e filologo francese († 1963)
- 1873 - Giovanni Perez, medico e politico italiano († 1959)
- 1874 - Joe Gans, pugile statunitense († 1910)
- 1874 - Tom Sharkey, pugile statunitense († 1953)
- 1874 - Lewis Spence, poeta e giornalista scozzese († 1955)
- 1876 - Giuseppe Belluzzo, ingegnere e politico italiano († 1952)
- 1876 - Bô Yin Râ, scrittore, esoterista e pittore tedesco († 1943)
- 1876 - Alessandro Martelli, geologo e politico italiano († 1934)
- 1876 - Paul Nitsche, psichiatra tedesco († 1948)
- 1876 - Vittoria Melita di Sassonia-Coburgo-Gotha, principessa inglese († 1936)
- 1877 - Harley Granville-Barker, commediografo, attore e regista inglese († 1946)
- 1877 - Harry Traver, ingegnere statunitense († 1961)
- 1877 - William Sorelle, attore canadese († 1944)
- 1878 - Carlo Galli, diplomatico italiano († 1966)
- 1878 - Georg Kaiser, drammaturgo e attore tedesco († 1945)
- 1879 - Maurice Vignerot, giocatore di croquet francese († 1953)
- 1880 - John Flynn, pastore protestante australiano († 1951)
- 1880 - Milutin Nehajev, scrittore, drammaturgo e pubblicista croato († 1931)
- 1880 - Leonard Woolf, scrittore, editore e giornalista britannico († 1969)
- 1881 - Papa Giovanni XXIII, papa, cardinale e patriarca cattolico italiano († 1963)
- 1882 - Wilhelm Nusselt, ingegnere tedesco († 1957)
- 1882 - Mario Robotti, generale italiano († 1955)
- 1883 - Harvey Spencer Lewis, mistico e filosofo statunitense († 1939)
- 1883 - Eugenia Lopez Nunes, mezzosoprano italiana († 1946)
- 1883 - Diego Martínez Barrio, politico spagnolo († 1962)
- 1883 - Ivo Pacini, scultore italiano († 1959)
- 1884 - Alexander Cadogan, politico britannico († 1968)
- 1884 - Giuseppe Tagliamonte, militare italiano († 1915)
- 1886 - Valentin Bulgakov, scrittore e pacifista russo († 1966)
- 1886 - Francisco Castillo Nájera, diplomatico, politico e medico messicano († 1954)
- 1886 - Konrad Walter Herrmann, calciatore svizzero († 1964)
- 1886 - Eddie Lyons, attore, regista e sceneggiatore statunitense († 1926)
- 1886 - Mario Missiroli, giornalista, politologo e saggista italiano († 1974)
- 1887 - Brunetto Brunetti, generale italiano († 1947)
- 1887 - Robert Merz, calciatore austriaco († 1914)
- 1887 - Bertil Sandström, cavaliere svedese († 1964)
- 1887 - Nikolaj Ivanovič Vavilov, agronomo, botanico e genetista russo († 1943)
- 1888 - Josef Noldin, avvocato austriaco († 1929)
- 1889 - Tahar Ben Ammar, politico tunisino († 1985)
- 1889 - Tom Dragna, mafioso italiano († 1977)
- 1889 - Reşat Nuri Güntekin, scrittore turco († 1956)
- 1889 - Theo-Helmut Lieb, generale tedesco († 1981)
- 1890 - Edith Borella, attrice statunitense († 1974)
- 1890 - Pierre Collet, calciatore svizzero († 1975)
- 1890 - Evaristo Madeddu, religioso italiano († 1966)
- 1890 - Isaac Rosenberg, poeta, pittore e militare inglese († 1918)
- 1891 - Biagio Lammoglia, militare italiano († 1967)
- 1892 - Jacky Carr, allenatore di calcio e calciatore inglese († 1942)
- 1892 - Otto Harder, calciatore tedesco († 1956)
- 1892 - Ted Hufton, calciatore inglese († 1967)
- 1893 - Paolo Supino, generale italiano († 1973)
- 1895 - Adrienne Bolland, aviatrice francese († 1975)
- 1895 - Wilhelm Kempff, pianista, organista e compositore tedesco († 1991)
- 1895 - Bertil Lindblad, astronomo svedese († 1965)
- 1895 - Carlo Mazzantini, filosofo italiano († 1971)
- 1895 - Anastas Ivanovič Mikojan, politico sovietico († 1978)
- 1895 - Ludvík Svoboda, generale e politico cecoslovacco († 1979)
- 1895 - Wilmas Wilhelm, allenatore di calcio e calciatore ungherese († 1962)
- 1896 - Albert Soegijapranata, arcivescovo cattolico indonesiano († 1963)
- 1896 - Priscilla Dean, attrice statunitense († 1987)
- 1896 - Tore Holm, velista svedese († 1977)
- 1896 - Jessie Royce Landis, attrice statunitense († 1972)
- 1896 - Benjamin Travis Laney, politico statunitense († 1977)
- 1896 - Virgil Thomson, compositore e critico musicale statunitense († 1989)
- 1896 - Filippo Zappi, militare, esploratore e diplomatico italiano († 1961)
- 1897 - Giuseppe Bernardi, presbitero italiano († 1943)
- 1897 - Osvaldo Butturini, calciatore italiano († 1943)
- 1897 - Helene Chadwick, attrice statunitense († 1940)
- 1897 - Harry Morris, calciatore inglese († 1985)
- 1897 - Giorgio Santelli, schermidore italiano († 1985)
- 1897 - Armando Tonello, pittore italiano († 2001)
- 1898 - Debaki Bose, regista, sceneggiatore e attore indiano († 1971)
- 1898 - Russell Joseph McVinney, vescovo cattolico statunitense († 1971)
- 1899 - W. R. Burnett, scrittore e sceneggiatore statunitense († 1982)
- 1899 - Giuseppe Della Valle, calciatore italiano († 1975)
- 1899 - Hans Goldmann, medico ceco († 1991)
- 1899 - Poul Jensen, calciatore danese († 1991)
- 1899 - Selwyn Jepson, scrittore, sceneggiatore e regista inglese († 1989)
- 1899 - Väinö Kokkinen, lottatore finlandese († 1967)
- 1899 - Ethan Laidlaw, attore statunitense († 1963)
- 1899 - Ann May, attrice statunitense († 1985)
- 1899 - Gioacchino Muccin, vescovo cattolico italiano († 1991)
- 1899 - Almerigo Recchia, calciatore italiano
- 1899 - Vera Reynolds, attrice statunitense († 1962)
- 1899 - Maurice Rose, generale statunitense († 1945)
- 1899 - Jimmy Trotter, allenatore di calcio e calciatore inglese († 1984)
- 1899 - Gérard de Balorre, cavaliere francese († 1974)
- 1900 - Jean Astier de Villatte, militare e aviatore francese († 1985)
- 1900 - Helen Gahagan Douglas, attrice e politica statunitense († 1980)
- 1900 - James Dunn, calciatore scozzese († 1963)
- 1900 - Jan Hora, nuotatore e pallanuotista cecoslovacco († 1953)
- 1900 - Risei Kanō, judoka e dirigente sportivo giapponese († 1986)
- 1900 - Margaret Livingston, attrice statunitense († 1985)
- 1900 - Gaetano Martino, politico e medico italiano († 1967)
- 1900 - Sonya Noskowiak, fotografa tedesca († 1975)
- 1900 - Arthur Schwartz, compositore e produttore cinematografico statunitense († 1984)

## XX secolo(784)
- 1901 - Klaas Breeuwer, calciatore olandese († 1961)
- 1901 - Jaures Busoni, politico e giornalista italiano († 1989)
- 1901 - Giulio Cesare Cusano, calciatore italiano
- 1901 - Rudolf Höß, militare e criminale di guerra tedesco († 1947)
- 1901 - Adele Kern, soprano tedesco († 1980)
- 1901 - Arthur Liebehenschel, militare tedesco († 1948)
- 1901 - Ted Mapes, attore statunitense († 1984)
- 1901 - Lucia Morpurgo Rodocanachi, traduttrice italiana († 1978)
- 1901 - Fernando Tambroni, politico italiano († 1963)
- 1902 - Mario Melloni, giornalista e politico italiano († 1989)
- 1902 - Carlo Salemme, calciatore italiano († 1992)
- 1902 - Eddie Shore, hockeista su ghiaccio, allenatore di hockey su ghiaccio e dirigente sportivo canadese († 1985)
- 1903 - John Niemeyer Findlay, filosofo sudafricano († 1987)
- 1903 - DeHart Hubbard, lunghista statunitense († 1976)
- 1903 - Domenico Locatelli, calciatore italiano († 2013)
- 1903 - Issa Aleksandrovič Pliev, generale sovietico († 1979)
- 1903 - Milton Steinberg, rabbino, teologo e filosofo statunitense († 1950)
- 1904 - Ba Jin, scrittore cinese († 2005)
- 1904 - Alessandro Bonsanti, scrittore e politico italiano († 1984)
- 1904 - Lillian Copeland, discobola, giavellottista e pesista statunitense († 1964)
- 1904 - Toni Ortelli, alpinista, direttore di coro e compositore italiano († 2000)
- 1904 - John Summerson, storico dell'architettura britannico († 1992)
- 1905 - Tullio Baroni, militare italiano († 1937)
- 1905 - Mario Bianchi, ciclista su strada italiano († 1973)
- 1905 - Koos Köhler, pallanuotista olandese († 1965)
- 1905 - Peter Wilson, allenatore di calcio e calciatore scozzese († 1983)
- 1906 - Luigi Astore, compositore e arrangiatore italiano († 1974)
- 1906 - Larry Clemmons, sceneggiatore statunitense († 1988)
- 1906 - Karl Ehmer, calciatore tedesco († 1978)
- 1906 - Carlos Gabín, cestista uruguaiano († 1956)
- 1906 - Jean Wauters, ciclista su strada belga († 1989)
- 1907 - Pamela Mitford, nobildonna inglese († 1994)
- 1908 - Bohuslav Karlík, canoista cecoslovacco († 1996)
- 1908 - Gustavo Marzi, schermidore italiano († 1966)
- 1909 - Marianne Breslauer, fotografa tedesca († 2001)
- 1909 - Leopoldo Cepparello, compositore italiano († 1990)
- 1909 - Mona Goya, attrice e regista messicana († 1961)
- 1910 - Gejza Kocsis, calciatore ungherese († 1958)
- 1910 - Alwin Nikolais, coreografo, direttore d'orchestra e compositore statunitense († 1993)
- 1910 - Toon Oprinsen, calciatore olandese († 1945)
- 1910 - Léon Poliakov, storico e filosofo francese († 1997)
- 1911 - Manfredo Grandi, calciatore italiano
- 1911 - Giovanni Marini, militare italiano († 1936)
- 1911 - Paul Murry, fumettista statunitense († 1989)
- 1911 - Eros Sciorilli, direttore d'orchestra, compositore e pianista italiano († 1981)
- 1911 - Sten Suvio, pugile finlandese († 1988)
- 1912 - Asmahan, cantante e attrice siriana († 1944)
- 1912 - Henry Denker, scrittore e drammaturgo statunitense († 2012)
- 1912 - Francis Durbridge, scrittore e sceneggiatore britannico († 1998)
- 1912 - Jenő Jenőfi, calciatore ungherese († 1945)
- 1912 - Piero Vinci, diplomatico italiano († 1985)
- 1912 - Vicente Zito, calciatore argentino († 1989)
- 1913 - Carlo Biraghi, calciatore italiano († 1995)
- 1913 - Dorothy Coonan, attrice e ballerina statunitense († 2009)
- 1913 - Luchino Dal Verme, militare e partigiano italiano († 2017)
- 1913 - Anton Ervandovič Kočinjan, politico sovietico († 1989)
- 1913 - Ubaldo Lopardi, politico italiano († 1980)
- 1913 - Raimondo Manzini, diplomatico italiano († 2010)
- 1913 - Petro Marko, giornalista e scrittore albanese († 1991)
- 1913 - Franjo Punčec, tennista jugoslavo († 1985)
- 1913 - Lewis Thomas, medico, poeta e politico statunitense († 1993)
- 1914 - Eddie Boyd, pianista, chitarrista e compositore statunitense († 1994)
- 1914 - Joe DiMaggio, giocatore di baseball statunitense († 1999)
- 1914 - Fernanda Gosetti, scrittrice e giornalista italiana († 1999)
- 1914 - Robert Kessler, cestista statunitense († 2001)
- 1914 - Ettore Luzzatto, ingegnere chimico e scrittore italiano († 2011)
- 1915 - Gösta Frändfors, lottatore svedese († 1973)
- 1915 - Kolë Jakova, poeta, drammaturgo e romanziere albanese († 2002)
- 1915 - Augusto Pinochet, generale e politico cileno († 2006)
- 1916 - Aldo Bracco, militare e aviatore italiano († 1938)
- 1917 - Roberto Frassetto, militare e marinaio italiano († 2013)
- 1917 - Luigi Poggi, cardinale e arcivescovo cattolico italiano († 2010)
- 1917 - Antonio Romagnino, scrittore e giornalista italiano († 2011)
- 1917 - Frank Shannon, cestista e allenatore di pallacanestro statunitense († 2005)
- 1917 - Noboru Terada, nuotatore giapponese († 1986)
- 1917 - Alparslan Türkeş, politico turco († 1997)
- 1918 - Luisa Albertini, artista italiana († 2018)
- 1918 - Giuseppe Casati, calciatore italiano
- 1918 - Giuseppe Grezar, calciatore italiano († 1949)
- 1918 - Frane Matošić, allenatore di calcio e calciatore jugoslavo († 2007)
- 1918 - Geno Pampaloni, giornalista, critico letterario e scrittore italiano († 2001)
- 1918 - Giovanni Pieraccini, giornalista e politico italiano († 2017)
- 1918 - Sandro Rasini, banchiere, bobbista e velista italiano († 2006)
- 1919 - Steve Brodie, attore statunitense († 1992)
- 1919 - Stig Nyström, calciatore svedese († 1983)
- 1919 - Werner Schmid, pentatleta svizzero († 2005)
- 1919 - Norman Tokar, regista, sceneggiatore e produttore cinematografico statunitense († 1979)
- 1920 - João Francisco Bráz, cestista brasiliano († 1996)
- 1920 - Putra di Perlis, sovrano malese († 2000)
- 1920 - Remo Lugli, giornalista e scrittore italiano († 2014)
- 1920 - Ricardo Montalbán, attore messicano († 2009)
- 1920 - Noel Neill, attrice statunitense († 2016)
- 1921 - Giotto Ciardi, carabiniere italiano († 1995)
- 1921 - Stanley Ho, imprenditore cinese († 2020)
- 1921 - János Pilinszky, poeta ungherese († 1981)
- 1921 - Achille Millo, attore, drammaturgo e regista teatrale italiano († 2006)
- 1921 - Basundhara del Nepal, principe nepalese († 1977)
- 1922 - Luciano Foglietta, giornalista e scrittore italiano († 2015)
- 1922 - Lars-Erik Olsson, cestista svedese († 2018)
- 1922 - René Schérer, filosofo francese († 2023)
- 1923 - Frane Barbieri, giornalista jugoslavo († 1987)
- 1923 - Rodolfo Pietro Bollini, politico italiano († 2021)
- 1923 - Mauno Koivisto, economista e politico finlandese († 2017)
- 1923 - Rolando Tamburini, politico e sindacalista italiano († 2012)
- 1923 - Alfonso Tanga, politico e economista italiano († 2014)
- 1924 - Paul Desmond, sassofonista, compositore e clarinettista statunitense († 1977)
- 1924 - Ante Marković, politico jugoslavo († 2011)
- 1924 - James Rosenau, politologo statunitense († 2011)
- 1924 - Juan Zambudio Velasco, calciatore e allenatore di calcio spagnolo († 2004)
- 1924 - Takaaki Yoshimoto, poeta, critico letterario e filosofo giapponese († 2012)
- 1925 - Pedro Barba, allenatore di pallacanestro messicano
- 1925 - Jack Hartman, allenatore di pallacanestro statunitense († 1998)
- 1925 - Nonna Viktorovna Mordjukova, attrice russa († 2008)
- 1925 - Thea Prandi, soubrette, cantante e attrice italiana († 1961)
- 1925 - Sebastiano Scarcella, giurista italiano
- 1925 - Jocelyn Vollmar, ballerina statunitense († 2018)
- 1926 - Poul Anderson, scrittore statunitense († 2001)
- 1926 - Giulio Bellini, politico italiano († 1988)
- 1926 - Pasquale Esposito, flautista italiano († 2014)
- 1926 - Ivano Fontana, pugile italiano († 1993)
- 1926 - Jeffrey Hunter, attore statunitense († 1969)
- 1926 - Terry Kilburn, attore britannico
- 1926 - Francesco Nannetti, carabiniere italiano († 1956)
- 1926 - Murray Schisgal, drammaturgo statunitense († 2020)
- 1926 - Peter Wright, ex ballerino, coreografo e direttore artistico britannico
- 1927 - Tut Bartzen, tennista statunitense († 2019)
- 1927 - Giancarlo Livraghi, pubblicitario, bibliografo e scrittore italiano († 2014)
- 1927 - Nicolas Mosar, politico e diplomatico lussemburghese († 2004)
- 1927 - Nina Zaznobina, cestista sovietica († 2015)
- 1928 - Giuseppe Agostino, arcivescovo cattolico italiano († 2014)
- 1928 - György Bokor, cestista ungherese († 2014)
- 1928 - Ivan Derjugin, pentatleta sovietico († 1996)
- 1928 - Jimmy Johnson, cantante, chitarrista e musicista statunitense († 2022)
- 1928 - Etta Jones, cantante statunitense († 2001)
- 1928 - Michele Scozia, politico italiano († 1995)
- 1929 - Ralph Midgley, linguista britannico († 2024)
- 1930 - Antonio Chionna, carabiniere italiano († 1980)
- 1930 - Corrado Mangione, logico, storico della filosofia e curatore editoriale italiano († 2009)
- 1930 - Johnny Sax, sassofonista e compositore italiano († 2005)
- 1930 - Clarke Scholes, nuotatore statunitense († 2010)
- 1930 - Jan P. Syse, politico e avvocato norvegese († 1997)
- 1930 - Luigi Vannucchi, attore italiano († 1978)
- 1931 - Nat Adderley, trombettista statunitense († 2000)
- 1932 - Jacques Faivre, calciatore francese († 2020)
- 1932 - Maude Karlén, ex ginnasta svedese
- 1932 - Alighiero Noschese, imitatore, attore e comico italiano († 1979)
- 1932 - Sergio Pastore, regista, sceneggiatore e giornalista italiano († 1987)
- 1933 - Vadim Dmitrievič Gauzner, regista sovietico († 1982)
- 1933 - Kathryn Grant, attrice statunitense († 2024)
- 1933 - Daniel Le Roux, calciatore sudafricano († 2016)
- 1933 - Danilo Mainardi, etologo, ecologo e divulgatore scientifico italiano († 2017)
- 1933 - Lenny Moore, ex giocatore di football americano statunitense
- 1933 - Héctor Rondón Lovera, fotografo venezuelano († 1984)
- 1933 - Misato Toda, storica giapponese († 2018)
- 1933 - Jean Vinatier, pilota di rally e pilota automobilistico francese
- 1934 - Antonio Altomonte, scrittore e giornalista italiano († 1987)
- 1934 - Ann Davies, attrice britannica († 2022)
- 1934 - Vincenzo Guarna, scrittore italiano († 2005)
- 1934 - Marvin Rodríguez, allenatore di calcio e calciatore costaricano († 2017)
- 1935 - Terry Gathercole, nuotatore australiano († 2001)
- 1935 - Corrado Truffelli, politico, economista e storico italiano
- 1935 - Tunku Abdul Rahman, principe malese († 1988)
- 1935 - Joseph Zoderer, scrittore italiano († 2022)
- 1936 - Trisha Brown, ballerina e coreografa statunitense († 2017)
- 1936 - Matt Clark, attore statunitense
- 1936 - Enzo Del Forno, cantante italiano († 2005)
- 1936 - Luciana Lagorara, ginnasta italiana († 2023)
- 1936 - William McIlvanney, scrittore scozzese († 2015)
- 1936 - Gennadij Vaganov, ex fondista sovietico
- 1937 - Ken Hancock, calciatore inglese († 2025)
- 1937 - Jack Lovejoy, scrittore di fantascienza statunitense († 2014)
- 1937 - Chuck Peddle, ingegnere statunitense († 2019)
- 1937 - Alberto Sbacchi, storico italiano († 2006)
- 1937 - Ole Sørensen, calciatore danese († 2015)
- 1937 - Sergio Trabattoni, politico italiano
- 1937 - Luciano Zannoni, astronomo italiano († 2005)
- 1938 - Aris Bernardini, imprenditore italiano
- 1938 - Hans Brenner, attore austriaco († 1998)
- 1938 - Roberto Ceccacci, attore italiano
- 1938 - Stephen F. Cohen, storico, politologo e saggista statunitense († 2020)
- 1938 - Shelagh Delaney, drammaturga e sceneggiatrice britannica († 2011)
- 1938 - Severino Reija, ex calciatore spagnolo
- 1938 - Alberto Aldo Valentini, calciatore cileno († 2009)
- 1939 - Lalita Ahmed, attrice indiana
- 1939 - Stephen H. Burum, direttore della fotografia statunitense
- 1939 - Martin Feldstein, economista statunitense († 2019)
- 1939 - Rosanna Schiaffino, attrice e modella italiana († 2009)
- 1940 - Gerganiya Beckitt, ex nuotatrice australiana
- 1940 - Klaus Berger, teologo tedesco († 2020)
- 1940 - Fernando Claudet, ex cestista peruviano
- 1940 - Reinhard Furrer, fisico e astronauta tedesco († 1995)
- 1940 - Joe Gibbs, allenatore di football americano statunitense
- 1940 - Jan Jongbloed, calciatore olandese († 2023)
- 1940 - Jean-Claude Malgoire, oboista, direttore d'orchestra e musicologo francese († 2018)
- 1940 - Karl Offmann, politico mauriziano († 2022)
- 1940 - Percy Sledge, musicista e cantante statunitense († 2015)
- 1941 - Elena Arnedo, medico e scrittrice spagnola († 2015)
- 1941 - Riaz Ahmed Gohar Shahi, scrittore pakistano
- 1941 - Philippe Honoré, fumettista e illustratore francese († 2015)
- 1941 - Eleni Karaindrou, compositrice greca
- 1941 - Marion Lüttge, ex giavellottista tedesca
- 1941 - Christos Papanikolaou, ex astista greco
- 1941 - Ahmad Shafiq, politico e generale egiziano
- 1941 - Jean-Michel di Falco, vescovo cattolico francese
- 1942 - Blackjack Mulligan, wrestler statunitense († 2016)
- 1942 - Dīmītrios Papaïōannou, calciatore greco († 2023)
- 1942 - Rosa von Praunheim, regista tedesco
- 1942 - Roman Rurua, ex lottatore sovietico
- 1942 - Oddvar Træen, ex calciatore norvegese
- 1943 - Jan Andrew, ex nuotatrice australiana
- 1943 - Luciano Berruti, ciclista italiano († 2017)
- 1943 - Maria Carrilho, politica portoghese († 2022)
- 1943 - Hans Jørgen Christiansen, ex calciatore danese
- 1943 - Gian Paolo Galuppi, ex calciatore italiano
- 1943 - Roy Lynes, tastierista, organista e compositore inglese
- 1944 - Antonio Ambrosetti, matematico italiano († 2020)
- 1944 - Alfredo Ciannameo, allenatore di calcio e ex calciatore italiano
- 1944 - Paul Copley, attore britannico
- 1944 - Vladimir Jakovlev, politico russo
- 1944 - Michel Ricaud, regista francese († 1993)
- 1944 - Julie Smith, scrittrice statunitense
- 1944 - Ben Stein, attore, scrittore e avvocato statunitense
- 1944 - Gianfranco Zigoni, ex calciatore italiano
- 1945 - Jon Palmar Austnes, calciatore norvegese († 2022)
- 1945 - Mary Jo Deschanel, attrice statunitense
- 1945 - Kent Karlsson, allenatore di calcio e ex calciatore svedese
- 1945 - Mike Lynn, ex cestista statunitense
- 1945 - Patrick Nagel, artista e illustratore statunitense († 1984)
- 1945 - Egil Søby, ex canoista norvegese
- 1946 - Jean-Marie Alexandre, politico francese
- 1946 - Bev Bevan, batterista britannico
- 1946 - Slim Borgudd, pilota automobilistico e musicista svedese († 2023)
- 1946 - Mike Doyle, calciatore inglese († 2011)
- 1946 - Mary-Ann Eisel, ex tennista statunitense
- 1946 - Armando Felipe Simões de Carvalho, cestista brasiliano († 2023)
- 1946 - Wolfgang Sachs, ambientalista e saggista tedesco
- 1946 - Donald Sassoon, storico, scrittore e saggista britannico
- 1946 - Johnny Valiant, wrestler statunitense († 2018)
- 1946 - Klaus Zerta, ex canottiere tedesco
- 1947 - Silvia Annicchiarico, attrice, conduttrice radiofonica e cantante italiana
- 1947 - David Brink, pistard statunitense († 2019)
- 1947 - Stéphane Courtois, storico francese
- 1947 - Steve Heighway, ex calciatore irlandese
- 1947 - Jonathan Kaplan, regista statunitense († 2025)
- 1947 - John Larroquette, attore e regista statunitense
- 1947 - Marcos Rivas, calciatore messicano († 2024)
- 1947 - Sauro Turroni, politico e architetto italiano
- 1947 - Claude Virden, ex cestista statunitense
- 1947 - Tracey Walter, attore statunitense
- 1948 - Jun Ichikawa, regista giapponese († 2008)
- 1949 - Rocco Commisso, imprenditore, dirigente d'azienda e dirigente sportivo italiano
- 1949 - Giorgio Graffi, glottologo e linguista italiano
- 1949 - Paola Musiani, cantante italiana († 1985)
- 1949 - Margherita Parrilla, ballerina italiana
- 1949 - Valter Costa, ex calciatore portoghese
- 1950 - Roland Andersson, allenatore di calcio e ex calciatore svedese
- 1950 - Rosanna Azzola, ex calciatrice italiana
- 1950 - Jocelyn Brown, cantante statunitense
- 1950 - Chris Claremont, fumettista e scrittore inglese
- 1950 - Miroljub Damjanović, ex cestista jugoslavo
- 1950 - Giorgio Faletti, scrittore, attore e cantautore italiano († 2014)
- 1950 - José Ramón Palacio, allenatore di calcio e ex calciatore spagnolo
- 1950 - P. Gregory Warden, archeologo e etruscologo italiano
- 1950 - Alexis Wright, scrittrice australiana
- 1951 - Patricia Bostrom, ex tennista statunitense
- 1951 - Leonid Černovec'kyj, politico e imprenditore ucraino
- 1951 - Mitja Gaspari, politico e economista sloveno
- 1951 - Felix Grucci, politico statunitense
- 1951 - Charlaine Harris, scrittrice statunitense
- 1951 - Eddie McMillan, ex giocatore di football americano statunitense
- 1951 - Arturo Pérez-Reverte, scrittore e giornalista spagnolo
- 1951 - Johnny Rep, ex calciatore olandese
- 1951 - Alan Rough, ex calciatore britannico
- 1951 - Dario Salvatori, giornalista, critico musicale e conduttore radiofonico italiano
- 1951 - Dean Tolson, ex cestista statunitense
- 1951 - Willie Young, ex calciatore scozzese
- 1952 - Imran Khan, politico pakistano
- 1952 - John Lynch, politico e imprenditore statunitense
- 1952 - Steve Morgan, imprenditore inglese
- 1952 - Gabriele Oriali, dirigente sportivo e ex calciatore italiano
- 1952 - Carl Rose, ex calciatore inglese
- 1952 - Herschel Savage, attore pornografico, regista e personaggio televisivo statunitense († 2023)
- 1953 - Dawoud Bey, fotografo e insegnante statunitense
- 1953 - Ciro Bilardi, allenatore di calcio e ex calciatore italiano
- 1953 - Ben Braun, allenatore di pallacanestro statunitense
- 1953 - Ahmed Djoghlaf, diplomatico algerino
- 1953 - Darlanne Fluegel, attrice e ex modella statunitense († 2017)
- 1953 - Mark Frost, regista, scrittore e sceneggiatore statunitense
- 1953 - Marco Hausiku, politico namibiano († 2021)
- 1953 - James Hayden, attore statunitense († 1983)
- 1953 - Carlos Kenig, matematico argentino
- 1953 - Brian Little, allenatore di calcio e ex calciatore inglese
- 1953 - Barbara Peterson, ex modella statunitense
- 1953 - Franco Siddi, giornalista e sindacalista italiano
- 1953 - Jeff Skilling, ex dirigente d'azienda statunitense
- 1953 - Pam Whytcross, ex tennista australiana
- 1954 - Guy Bertin, pilota motociclistico francese
- 1954 - Silvana De Stefano, architetta, pittrice e scultrice italiana
- 1954 - Mitsuru Miura, fumettista giapponese
- 1954 - Park Byung-cheol, ex calciatore sudcoreano
- 1954 - Roberto Pidone, allenatore di calcio e ex calciatore italiano
- 1954 - Teodoro II di Alessandria, arcivescovo ortodosso greco
- 1955 - Dale Allison, biblista statunitense
- 1955 - Norman Buckley, regista televisivo e montatore statunitense
- 1955 - Patrick Crombé, artista e scultore belga († 2021)
- 1955 - Rolf Gehring, ex tennista tedesco
- 1955 - Bruce Hopkins, attore neozelandese
- 1955 - Aljaksandr Kazulin, politico bielorusso
- 1955 - Kurt Niedermayer, ex calciatore tedesco
- 1955 - Connie Palmen, scrittrice olandese
- 1955 - Gabriele Podavini, ex calciatore e allenatore di calcio italiano
- 1955 - Bruno Tonioli, ballerino, coreografo e personaggio televisivo italiano
- 1955 - Mustafa Uğurlu, attore turco
- 1956 - Stefano Boeri, architetto, urbanista e teorico dell'architettura italiano
- 1956 - Blair Bush, ex giocatore di football americano statunitense
- 1956 - Francesca Gargallo, scrittrice e poetessa messicana († 2022)
- 1956 - Vincent Nguyễn Văn Bản, vescovo cattolico vietnamita
- 1957 - Caterina Davinio, artista e scrittrice italiana
- 1957 - Robert Ehrlich, politico e avvocato statunitense
- 1957 - Petr Janečka, ex calciatore cecoslovacco
- 1957 - Monte Melkonian, partigiano e rivoluzionario armeno († 1993)
- 1957 - Akinobu Okada, giocatore di baseball e allenatore di baseball giapponese
- 1957 - Doriana Pigliapoco, schermitrice italiana
- 1957 - Terry Stotts, ex cestista e allenatore di pallacanestro statunitense
- 1957 - Paul Unwin, regista, sceneggiatore e drammaturgo britannico
- 1958 - John Appel, regista olandese
- 1958 - Jules Bocandé, calciatore senegalese († 2012)
- 1958 - Daniela Padoan, scrittrice e saggista italiana
- 1958 - Giovanni Robbiano, regista e sceneggiatore italiano
- 1958 - Josef Rusnak, regista e sceneggiatore tedesco
- 1959 - Jim Bett, allenatore di calcio e ex calciatore scozzese
- 1959 - Rebecca Caine, attrice e soprano canadese
- 1959 - Anna Donati, politica italiana
- 1959 - Nazzarena Grilli, allenatrice di calcio e ex calciatrice italiana
- 1959 - Charles Kennedy, politico britannico († 2015)
- 1959 - Massimiliano Lotti, doppiatore italiano
- 1959 - Steve Rothery, chitarrista britannico
- 1959 - Giovanni Truglio, generale italiano
- 1960 - Christian Bracconi, allenatore di calcio e ex calciatore francese
- 1960 - Gabriello Carotti, allenatore di calcio e ex calciatore italiano
- 1960 - Bruce Deans, rugbista a 15 neozelandese († 2019)
- 1960 - Robert Dunlop, pilota motociclistico britannico († 2008)
- 1960 - Amy Grant, cantautrice e musicista statunitense
- 1960 - John Fitzgerald Kennedy Jr., avvocato e giornalista statunitense († 1999)
- 1960 - Roberta Pellini, doppiatrice e direttrice del doppiaggio italiana
- 1960 - Gian Carlo Perego, arcivescovo cattolico italiano
- 1960 - Gianluca Vago, patologo italiano
- 1961 - Daniele Barillà, imprenditore italiano
- 1961 - Vasile Dîncu, politico e sociologo rumeno
- 1961 - Simon Fisher-Becker, attore britannico († 2025)
- 1961 - Nuccia Focile, soprano italiano
- 1961 - Matthias Freihof, attore tedesco
- 1961 - Ignazio Gnoffo, ex calciatore italiano
- 1961 - Chie Harada, ex cestista giapponese
- 1961 - Luigi Lusi, politico italiano
- 1961 - Kenny Monday, ex lottatore statunitense
- 1961 - Francesco Priolo, fisico italiano
- 1961 - Andreas Zingerle, biatleta italiano
- 1962 - Federico Gelli, medico e politico italiano
- 1962 - Lee Hye-young, attrice sudcoreana
- 1962 - Andrea Lucchetta, ex pallavolista italiano
- 1962 - Hironobu Sakaguchi, autore di videogiochi e regista giapponese
- 1962 - Antonio Suetta, vescovo cattolico italiano
- 1962 - Alexey Titarenko, fotografo russo
- 1963 - Roberto Cavallari, ex cestista italiano
- 1963 - Kevin Chamberlin, attore statunitense
- 1963 - Lorenzo Charles, cestista e allenatore di pallacanestro statunitense († 2011)
- 1963 - Holly Cole, cantante canadese
- 1963 - Alessandra Dino, scrittrice e sociologa italiana
- 1963 - Daniel Esposito, pentatleta australiano
- 1963 - Eddie Jemison, attore statunitense
- 1963 - Chip Kelly, allenatore di football americano statunitense
- 1963 - Bernie Kosar, ex giocatore di football americano statunitense
- 1963 - Konrad Krajewski, cardinale e arcivescovo cattolico polacco
- 1963 - David McAllister, ex ballerino e direttore artistico australiano
- 1963 - Tuulikki Pyykkönen, ex fondista finlandese
- 1964 - Kevin Jackson, artista marziale misto e lottatore statunitense
- 1964 - Robert Kurtzman, regista e produttore cinematografico statunitense
- 1964 - Mark Lanegan, cantautore e musicista statunitense († 2022)
- 1964 - Cesare Malfatti, musicista e cantautore italiano
- 1964 - Greg McDermott, ex cestista e allenatore di pallacanestro statunitense
- 1964 - Stacey North, ex calciatore inglese
- 1964 - Pino Perris, musicista, arrangiatore e personaggio televisivo italiano
- 1964 - Dan Saleaumua, ex giocatore di football americano statunitense
- 1964 - Bert van Vlaanderen, ex maratoneta olandese
- 1964 - Wendy Wyland, tuffatrice statunitense († 2003)
- 1965 - Alex Angi, artista francese
- 1965 - Julie Ashton-Lucy, arbitro di hockey su prato australiana
- 1965 - Orlando Canizales, pugile statunitense
- 1965 - Cris Carter, ex giocatore di football americano statunitense
- 1965 - Carolina Darias, politica spagnola
- 1965 - Moritz Eggert, compositore e pianista tedesco
- 1965 - David Kelly, allenatore di calcio e ex calciatore irlandese
- 1965 - Angelica Morrone di Silvestri, fondista dominicense
- 1965 - Jandy Nelson, scrittrice statunitense
- 1965 - Wilson Omwoyo, ex maratoneta e ex mezzofondista keniota
- 1965 - Dougray Scott, attore britannico
- 1966 - Tim Armstrong, cantante e chitarrista statunitense
- 1966 - Billy Burke, attore statunitense
- 1966 - Stacy Lattisaw, cantante statunitense
- 1966 - Kenny Payne, ex cestista e allenatore di pallacanestro statunitense
- 1966 - Egle Sommacal, chitarrista italiano
- 1967 - Pauliina Aalto, giocatrice di bowling finlandese
- 1967 - Mauro Blanco, ex calciatore boliviano
- 1967 - Gianluca Mattioli, arbitro di pallacanestro italiano († 2017)
- 1967 - Kazuya Nakai, doppiatore giapponese
- 1967 - Anthony Nesty, ex nuotatore surinamese
- 1967 - Andrea Stinson, ex cestista statunitense
- 1967 - Giovanni Torchio, allenatore di pallavolo italiano
- 1967 - Gregg Turkington, comico, attore e musicista australiano
- 1968 - Dominique Avon, storico, scrittore e giornalista francese
- 1968 - Tunde Baiyewu, cantante britannico
- 1968 - Tyler Brûlé, giornalista e editore canadese
- 1968 - Jairo Guedz, chitarrista brasiliano
- 1968 - Jill Hennessy, attrice e cantante canadese
- 1968 - Sabrina Knaflitz, attrice italiana
- 1968 - Mikael Martinsson, ex saltatore con gli sci svedese
- 1968 - Erick Sermon, rapper e beatmaker statunitense
- 1968 - Waneta Storms, attrice canadese
- 1968 - Deborah Wells, ex attrice pornografica ungherese
- 1969 - Augusto Duquesne, ex cestista cubano
- 1969 - Renato Faverani, ex assistente arbitrale di calcio italiano
- 1969 - Dexter Jackson, culturista statunitense
- 1969 - Anthony Peeler, ex cestista statunitense
- 1970 - Eluana Englaro, italiana († 2009)
- 1970 - Tomás Hervás, allenatore di calcio e ex calciatore spagnolo
- 1970 - Emeka Okenwa, ex cestista nigeriano
- 1970 - Mishaal bin Abd Allah Al Sa'ud, politico saudita
- 1971 - Abdul Al-Owais, ex giocatore di calcio a 5 saudita
- 1971 - Oleksij Antjuchin, ex calciatore ucraino
- 1971 - Christina Applegate, attrice statunitense
- 1971 - Dominic Cummings, politico britannico
- 1971 - Göksel, cantante turca
- 1971 - Jevhen Pochljebajev, ex calciatore ucraino
- 1971 - Filippo Sugar, dirigente d'azienda, editore e produttore discografico italiano
- 1971 - Paulo Torres, allenatore di calcio e ex calciatore portoghese
- 1971 - Goran Tufegdžić, allenatore di calcio e ex calciatore serbo
- 1972 - Stefan Everts, pilota motociclistico belga
- 1972 - Nicolás Fernández Miranda, ex rugbista a 15 e allenatore di rugby a 15 argentino
- 1972 - Gerard King, ex cestista statunitense
- 1972 - Alessandro Michele, stilista italiano
- 1972 - Mark Morton, chitarrista statunitense
- 1972 - Petteri Nummelin, hockeista su ghiaccio finlandese
- 1972 - Gilles Reithinger, vescovo cattolico e missionario francese
- 1972 - Bruno Rodriguez, ex calciatore francese
- 1973 - Joe Cassano, rapper italiano († 1999)
- 1973 - Mara Galeazzi, ballerina italiana
- 1973 - Yoel García, ex triplista cubano
- 1973 - Yatil Green, ex giocatore di football americano statunitense
- 1973 - Steven de Jongh, dirigente sportivo e ex ciclista su strada olandese
- 1973 - Luca Martin, ex rugbista a 15 e allenatore di rugby a 15 italiano
- 1973 - Martin Rettl, ex skeletonista austriaco
- 1973 - Eddie Steeples, attore statunitense
- 1973 - Erick Strickland, ex cestista statunitense
- 1974 - Jimmy Gomez, politico statunitense
- 1974 - Ramón González Expósito, ex calciatore spagnolo
- 1974 - Rami Imam, regista egiziano
- 1974 - Mario Maellaro, regista televisivo italiano
- 1974 - Kenneth Mitchell, attore canadese († 2024)
- 1974 - Sarah Monette, scrittrice statunitense
- 1974 - Alan Moore, allenatore di calcio e ex calciatore irlandese
- 1974 - Giampaolo Morelli, attore, sceneggiatore e conduttore televisivo italiano
- 1974 - Tali Noy, ex cestista israeliana
- 1974 - Hakan Serbes, ex attore pornografico tedesco
- 1975 - Dyana Calub, ex nuotatrice australiana
- 1975 - Laughter Chilembe, ex calciatore zambiano
- 1975 - Aleksandar Čubrilo, ex cestista jugoslavo
- 1975 - Şeref Eroğlu, ex lottatore turco
- 1975 - Jiang Chengji, ex nuotatore cinese
- 1975 - Kazumi Kishi, ex calciatrice giapponese
- 1975 - Kristian Nairn, disc jockey e attore britannico
- 1975 - Federico Rizzo, regista e sceneggiatore italiano
- 1975 - Miloš Soboňa, ex calciatore slovacco
- 1975 - Michael Svensson, ex calciatore svedese
- 1975 - Tom Wilkens, ex nuotatore statunitense
- 1975 - Genadz Šutaŭ, bielorusso († 2020)
- 1976 - Felipe Aguirre, direttore d'orchestra colombiano
- 1976 - Paul Brooker, ex calciatore inglese
- 1976 - Paul Crosbie, allenatore di calcio e ex calciatore britannico
- 1976 - Francesca Fagnani, giornalista, scrittrice e conduttrice televisiva italiana
- 1976 - Stefano Gioacchini, ex calciatore italiano
- 1976 - Han Do-ryeong, pentatleta sudcoreano
- 1976 - Clint Mathis, ex calciatore statunitense
- 1976 - Donovan McNabb, ex giocatore di football americano statunitense
- 1976 - Ra Kyung-min, giocatrice di badminton sudcoreana
- 1976 - Olena Vitryčenko, ex ginnasta ucraina
- 1976 - Ernst Wandfluh, politico svizzero
- 1976 - Juan Carlos de la Ossa, ex mezzofondista spagnolo
- 1976 - Vladimirs Žavoronkovs, ex calciatore e allenatore di calcio lettone
- 1977 - Nuno Assis, ex calciatore portoghese
- 1977 - Sagi Burton, ex calciatore nevisiano
- 1977 - Chris Carrawell, ex cestista e allenatore di pallacanestro statunitense
- 1977 - Guillermo Cañas, allenatore di tennis e ex tennista argentino
- 1977 - Jill Flint, attrice statunitense
- 1977 - Regan Harrison, ex nuotatore australiano
- 1977 - Harald Helfgott, matematico peruviano
- 1977 - Emma Jensen, ex rugbista a 15 neozelandese
- 1977 - Serkan Keskin, attore, regista e musicista turco
- 1977 - MacBeth Sibaya, ex calciatore sudafricano
- 1977 - Martin Švejnoha, ex calciatore ceco
- 1978 - Taís Araújo, attrice brasiliana
- 1978 - Julien Arruti, attore e sceneggiatore francese
- 1978 - Srđan Baljak, ex calciatore serbo
- 1978 - Marino Baždarić, ex cestista croato
- 1978 - Paul Bielatowicz, chitarrista, cantante e compositore britannico
- 1978 - Nate Dusing, ex nuotatore statunitense
- 1978 - Thanathorn Juangroongruangkit, politico e dirigente d'azienda thailandese
- 1978 - Mara, cantante russa
- 1978 - Ángel Martín, ex calciatore andorrano
- 1978 - Rasmus Myrgren, velista svedese
- 1978 - Koel Purie, attrice indiana
- 1978 - Mikko Ronkainen, ex sciatore freestyle finlandese
- 1978 - Anke Scholz, ex nuotatrice tedesca
- 1978 - Ringo Shiina, cantautrice, musicista e compositrice giapponese
- 1978 - Manuel Torres, ex calciatore panamense
- 1979 - Sandrine Bailly, ex biatleta francese
- 1979 - Jerry Ferrara, attore statunitense
- 1979 - Thea Gilmore, cantautrice e musicista britannica
- 1979 - Manfred Gstatter, ex sciatore alpino austriaco
- 1979 - Giovanni Gualdi, ex maratoneta italiano
- 1979 - Brooke Haven, attrice pornografica statunitense
- 1979 - Ramil' Jusupov, ex giocatore di calcio a 5 kazako
- 1979 - Joel Kinnaman, attore svedese
- 1979 - Yaw Mireku, calciatore ghanese
- 1979 - Efrem Morelli, nuotatore italiano
- 1979 - Sambou Traoré, ex cestista francese
- 1979 - Slavko Vinčić, arbitro di calcio sloveno
- 1980 - Aleen Bailey, velocista giamaicana
- 1980 - Marco Gavazzi, ex rugbista a 15 italiano
- 1980 - Luca Ianes, ex cestista italiano
- 1980 - Julio Irrazábal, ex calciatore paraguaiano
- 1980 - Hakan Koç, lottatore turco
- 1980 - Luis Liendo, lottatore venezuelano
- 1980 - John-Michael Liles, ex hockeista su ghiaccio statunitense
- 1980 - Josh Mathews, ex wrestler e conduttore televisivo statunitense
- 1980 - Aaron Mokoena, allenatore di calcio e ex calciatore sudafricano
- 1980 - Romain Poyet, ex calciatore francese
- 1980 - Kerry Skepple, ex calciatore antiguo-barbudano
- 1980 - Nick Swisher, ex giocatore di baseball statunitense
- 1980 - Licia Troisi, scrittrice italiana
- 1980 - Mike Wilson, ex calciatore neozelandese
- 1981 - Xabi Alonso, allenatore di calcio e ex calciatore spagnolo
- 1981 - Sergio Blanco, ex calciatore uruguaiano
- 1981 - Jean-Baptiste Del Amo, scrittore francese
- 1981 - Laisiasa Gataurua, calciatore figiano
- 1981 - Jonas Grosch, regista e sceneggiatore tedesco
- 1981 - Jared Jeffries, ex cestista statunitense
- 1981 - Alan Jouban, artista marziale misto e modello statunitense
- 1981 - Michele Lissia, politico italiano
- 1981 - Marita Payne, ex cestista australiana
- 1981 - Ruslan Pimenov, ex calciatore russo
- 1981 - Sydney Plaatjies, ex calciatore namibiano
- 1981 - Pretty Lights, musicista e produttore discografico statunitense
- 1981 - Mauricio Rua, artista marziale misto brasiliano
- 1981 - Amy Seimetz, attrice, sceneggiatrice e regista statunitense
- 1981 - Marcus Taylor, ex cestista statunitense
- 1981 - Chevon Troutman, ex cestista statunitense
- 1982 - Stefano Cipressi, canoista italiano
- 1982 - Natalia Cordova-Buckley, attrice messicana
- 1982 - Giovane Alves da Silva, ex calciatore brasiliano
- 1982 - Jiří Hubálek, cestista ceco
- 1982 - Minna Kauppi, orientista finlandese
- 1982 - Félix Muamba Musasa, ex calciatore congolese (Repubblica Democratica del Congo)
- 1982 - Maximilian Nicu, ex calciatore tedesco
- 1982 - Marco Pelliccioli, poeta e scrittore italiano
- 1982 - Răzvan Pleșca, ex calciatore rumeno
- 1982 - Vitangelo Spadavecchia, allenatore di calcio e ex calciatore italiano
- 1982 - Fatma Toptaş, attrice turca
- 1982 - Freddy Vava, calciatore vanuatuano
- 1983 - Paty Cantú, cantante messicana
- 1983 - Cássio Vargas Barbosa, ex calciatore brasiliano
- 1983 - Simone Dallamano, ex calciatore italiano
- 1983 - Hovhannes Davtyan, judoka armeno
- 1983 - Fernando Henrique, calciatore brasiliano
- 1983 - Josh Gross, ex cestista statunitense
- 1983 - Nicholas Kemboi, ex mezzofondista e maratoneta keniota
- 1983 - Yino Martínez, cestista dominicano
- 1983 - Andrius Pojavis, cantautore e musicista lituano
- 1983 - Gavin Quinnell, ex rugbista a 15 britannico
- 1983 - Leszek Rajski, schermidore polacco
- 1983 - Maiju Ruotsalainen, allenatrice di calcio e ex calciatrice finlandese
- 1984 - Gerardo Alcoba, ex calciatore uruguaiano
- 1984 - Ryan Baker, ex giocatore di football americano statunitense
- 1984 - Guy Stéphane Essame, ex calciatore camerunese
- 1984 - Costanza Fiorentini, sincronetta italiana
- 1984 - Pirmin Lang, dirigente sportivo, ex ciclista su strada e ex ciclocrossista svizzero
- 1984 - Kennedy Nketani, calciatore zambiano
- 1984 - Gaspard Ulliel, attore e modello francese († 2022)
- 1984 - Jesto, rapper italiano († 2025)
- 1985 - Dan Carpenter, giocatore di football americano statunitense
- 1985 - Francis Fernandes, calciatore indiano
- 1985 - Maksym Feščuk, calciatore ucraino
- 1985 - Marit Malm Frafjord, pallamanista norvegese
- 1985 - Remona Fransen, multiplista olandese
- 1985 - Atsushi Fujita, giocatore di football americano giapponese
- 1985 - Mamuka Ghonghadze, ex calciatore georgiano
- 1985 - Marcus Hellner, ex fondista svedese
- 1985 - Alain Miéville, hockeista su ghiaccio svizzero
- 1985 - Luiz Fernando Pereira da Silva, calciatore brasiliano
- 1985 - Touvarno Pinas, calciatore surinamese
- 1985 - Katrin Plankl, ex calciatrice italiana
- 1985 - Eriko Sato, ex calciatrice giapponese
- 1985 - Haley Webb, attrice statunitense
- 1985 - Yuan Weiwei, allenatore di calcio e ex calciatore cinese
- 1985 - Yūki Ōta, schermidore giapponese
- 1986 - Richie Campbell, cantante portoghese
- 1986 - Katie Cassidy, attrice, cantante e ex modella statunitense
- 1986 - Alexis Enam, ex calciatore camerunese
- 1986 - Cole Escola, comico, attore e cantante statunitense
- 1986 - Cecilia Fernández, ex cestista argentina
- 1986 - Craig Gardner, dirigente sportivo, allenatore di calcio e ex calciatore inglese
- 1986 - Kristijan Koren, ex ciclista su strada sloveno
- 1986 - Marko Ranilović, ex calciatore sloveno
- 1986 - Kamil Švrdlík, cestista ceco
- 1987 - Odil Ahmedov, ex calciatore uzbeko
- 1987 - Mark Bloom, ex calciatore statunitense
- 1987 - Trevor Booker, ex cestista statunitense
- 1987 - Dolla, rapper e modello statunitense († 2009)
- 1987 - Admir Kecap, calciatore serbo
- 1987 - Sergi Moreno, calciatore andorrano
- 1987 - Pierre-Alexis Pessonneaux, velocista francese
- 1987 - Ericson Silva, calciatore capoverdiano
- 1987 - Hillal Soudani, calciatore algerino
- 1987 - Paul Sturgess, ex cestista britannico
- 1987 - Yasuhiro Suzuki, pugile giapponese
- 1987 - Davino Verhulst, calciatore belga
- 1987 - Markus White, giocatore di football americano statunitense
- 1988 - Fawaz Awana, calciatore emiratino
- 1988 - William de Moraes, schermidore brasiliano
- 1988 - Xavi Forcada, cestista spagnolo
- 1988 - Lalonde Gordon, velocista trinidadiano
- 1988 - Omar Johnson, velocista giamaicano
- 1988 - Richard Kissi Boateng, ex calciatore ghanese
- 1988 - Nodar Kumarit'ashvili, slittinista georgiano († 2010)
- 1988 - Stephenie McPherson, velocista giamaicana
- 1988 - Kaṙlen Mkrtčyan, ex calciatore armeno
- 1988 - Jay Spearing, calciatore inglese
- 1988 - Kei Takase, velocista giapponese
- 1988 - Tadej Trdina, calciatore sloveno
- 1989 - Mohamed Badr Hassan, calciatore egiziano
- 1989 - Jacopo Cerutti, pilota motociclistico italiano
- 1989 - Tom Dice, cantautore belga
- 1989 - Juliann Faucette, pallavolista statunitense
- 1989 - Patsy Ferran, attrice spagnola
- 1989 - Enrique García Martínez, calciatore spagnolo
- 1989 - Nicolás Gorobsov, calciatore argentino
- 1989 - Andrej Lar'kov, fondista russo
- 1989 - David Loubeau, ex cestista statunitense
- 1989 - Stephen Lunsford, attore, regista e produttore cinematografico statunitense
- 1989 - Lucas Malacarne, ex calciatore argentino
- 1989 - Daniel Natou, calciatore vanuatuano
- 1989 - Kasia Popowska, cantante polacca
- 1989 - Steve Smith, mountain biker canadese († 2016)
- 1989 - Jared Stegman, giocatore di football americano australiano
- 1989 - Jarius Wright, giocatore di football americano statunitense
- 1990 - Alaaeldin Abouelkassem, schermidore egiziano
- 1990 - Alex Bassani, giocatore di baseball italiano
- 1990 - Alberto Benettin, allenatore di rugby a 15 e rugbista a 15 italiano
- 1990 - Rye Rye, cantante, rapper e attrice statunitense
- 1990 - Anže Berčič, canoista sloveno
- 1990 - Eder Borelli, ex calciatore messicano
- 1990 - Anouchka Delon, attrice francese
- 1990 - Christophe Diandy, calciatore senegalese
- 1990 - Federico Furlan, calciatore italiano
- 1990 - Bill Hamid, calciatore statunitense
- 1990 - Stephanie Hsu, attrice statunitense
- 1990 - Elena Korobkina, mezzofondista russa
- 1990 - Klaudia Lukačovičová, cestista slovacca
- 1990 - Eilish McColgan, mezzofondista e siepista britannica
- 1990 - Álvaro Muñoz Borchers, cestista spagnolo
- 1990 - Roland Peqini, ex calciatore albanese
- 1990 - Romaric Rogombé, calciatore gabonese
- 1991 - Damian de Allende, rugbista a 15 sudafricano
- 1991 - Pedro Arce Latapí, ex calciatore messicano
- 1991 - Robin Betancourth, calciatore guatemalteco
- 1991 - Shon Coleman, giocatore di football americano statunitense
- 1991 - Cruz Del Toro, wrestler messicano
- 1991 - Kyler Fackrell, giocatore di football americano statunitense
- 1991 - Rome Flynn, attore, musicista e modello statunitense
- 1991 - Alexandre Gavrilovic, cestista francese
- 1991 - Jamie Grace, cantante e rapper statunitense
- 1991 - Brandon Jefferson, cestista statunitense
- 1991 - Marqise Lee, ex giocatore di football americano statunitense
- 1991 - Nikola Maksimović, calciatore serbo
- 1991 - Breandan Vallance, speedcuber britannico
- 1991 - Patience Okon George, velocista nigeriana
- 1991 - Nico Olsak, ex calciatore argentino
- 1991 - Patrick Pedersen, calciatore danese
- 1991 - Luca Tremolada, calciatore italiano
- 1992 - Ana Bogdan, tennista rumena
- 1992 - Cindy Burger, ex tennista olandese
- 1992 - Choe Won, ex calciatore nordcoreano
- 1992 - Philippa Coulthard, attrice australiana
- 1992 - Ricardo José Araújo Ferreira, ex calciatore canadese
- 1992 - Jonathan Gradit, calciatore francese
- 1992 - Alexander Michaeletos, attore sudafricano
- 1992 - Tamer Seyam, calciatore palestinese
- 1992 - Zack Shada, attore e doppiatore statunitense
- 1992 - Arryn Siposs, giocatore di football americano australiano
- 1992 - Toshiya Takagi, ex calciatore giapponese
- 1992 - Mario Šoštarić, pallamanista croato
- 1993 - Ali Jabarin, goista israeliano
- 1993 - Salum Ageze Kashafali, velocista e lunghista norvegese
- 1993 - Danny Kent, pilota motociclistico britannico
- 1993 - David Kiki, calciatore beninese
- 1993 - Yūki Kobori, ex nuotatore giapponese
- 1993 - Brene Moseley, ex cestista statunitense
- 1993 - Silas Nacita, giocatore di football americano statunitense
- 1993 - Zane Phillips, attore statunitense
- 1993 - Emily Sonnett, calciatrice statunitense
- 1993 - İsmail Ege Şaşmaz, attore turco
- 1994 - Filipe Baravilala, calciatore figiano
- 1994 - Clément Depres, calciatore francese
- 1994 - Carlos Embalo, calciatore guineense
- 1994 - Rasmus Larsen, cestista danese († 2015)
- 1994 - Stanislav Lobotka, calciatore slovacco
- 1994 - Luis Salces, calciatore argentino
- 1994 - Zdeněk Stromšík, velocista ceco
- 1994 - Gjøran Tefre, fondista norvegese
- 1995 - Matteo Creatini, attore e cantante italiano
- 1995 - 42 Dugg, rapper statunitense
- 1995 - Reilly Hennessey, giocatore di football americano statunitense
- 1995 - Danica Krstić, cantante serba
- 1995 - Aleksandra Merkulova, ex ginnasta russa
- 1995 - Ben O'Connor, ciclista su strada australiano
- 1995 - Rodrigo Rodríguez, calciatore uruguaiano
- 1995 - Duke Shelton, cestista statunitense
- 1995 - Reid Travis, cestista statunitense
- 1995 - MV Killa, rapper italiano
- 1995 - Go-Jo, cantautore e musicista australiano
- 1995 - Julija Zykova, tiratrice a segno russa
- 1996 - Toma Bašić, calciatore croato
- 1996 - Jakov Bašić, calciatore croato
- 1996 - Derrick Etienne, calciatore statunitense
- 1996 - Cedric Gondo, calciatore ivoriano
- 1996 - Luka Juričić, calciatore bosniaco
- 1996 - Jaren Lewis, cestista statunitense
- 1996 - Tre Scott, cestista statunitense
- 1997 - Asia Bailey, taekwondoka britannica
- 1997 - Kayla Caffey, pallavolista statunitense
- 1997 - Ji Woo, attrice sudcoreana
- 1997 - Derek Cornelius, calciatore canadese
- 1997 - Máximo Fjellerup, cestista argentino
- 1997 - Daniel Magda, calciatore slovacco
- 1997 - Jake Mageau, sciatore freestyle statunitense
- 1997 - Cristopher Meléndez, calciatore honduregno
- 1997 - Mathias Rasmussen, calciatore norvegese
- 1997 - Dennis Smith, cestista statunitense
- 1997 - Jawaan Taylor, giocatore di football americano statunitense
- 1997 - Diego Tinoco, attore statunitense
- 1997 - Sergio Urrego, colombiano († 2014)
- 1997 - Sevgi Uzun, cestista turca
- 1997 - Alexis Vega, calciatore messicano
- 1998 - Jamal Amofa, calciatore olandese
- 1998 - Amin Black, giocatore di football americano statunitense
- 1998 - Stephanie Mawuli, cestista giapponese
- 1998 - Metacha Mnata, calciatore tanzaniano
- 1998 - Nick Muse, giocatore di football americano statunitense
- 1998 - Khayla Pointer, cestista statunitense
- 1998 - Jeremiah Tilmon, cestista statunitense
- 1998 - Jaylen Waddle, giocatore di football americano statunitense
- 1998 - Jamal Walton, velocista
- 1999 - Nooran Ba Matraf, nuotatrice statunitense
- 1999 - Amar Beganović, calciatore bosniaco
- 1999 - Albert Chemutai, mezzofondista, siepista e fondista di corsa in montagna ugandese
- 1999 - Nanami Kitamura, calciatrice giapponese
- 1999 - Lin Ying Xiang, giocatore di badminton australiano
- 1999 - Lucas Morales, calciatore uruguaiano
- 1999 - Žan Rogelj, calciatore sloveno
- 1999 - Aleksa Smiljić, giocatore di football americano serbo
- 1999 - Moussa Sylla, calciatore francese
- 1999 - Wendelin Thannheimer, combinatista nordico tedesco
- 1999 - Maxim Van Gils, ciclista su strada belga
- 2000 - Gulžigit Alykulov, calciatore kirghiso
- 2000 - Blake Corum, giocatore di football americano statunitense
- 2000 - Charles Cross, giocatore di football americano statunitense
- 2000 - Petros Gkaidatzis, canottiere greco
- 2000 - Talen Horton-Tucker, cestista statunitense
- 2000 - Kaja Juvan, tennista slovena
- 2000 - Natalia Martínez, pallavolista dominicana
- 2000 - Richard Odada, calciatore keniota
- 2000 - Jamie Searle, calciatore neozelandese
- 2000 - Zhang Jin, ginnasta cinese
- 2000 - Kaj de Rooij, calciatore olandese

## XXI secolo(13)
- 2001 - Oleksandr Martynjuk, calciatore ucraino
- 2001 - JJ Pegues, giocatore di football americano statunitense
- 2001 - Edward Zakayo, mezzofondista keniota
- 2002 - Christina Anastasopoulou, cestista greca
- 2002 - Yonathan Kapitolnik, altista israeliano
- 2002 - Josh Minott, cestista statunitense
- 2002 - Pedri, calciatore spagnolo
- 2003 - Matěj Hadaš, calciatore ceco
- 2003 - Pavel Mintjukov, hockeista su ghiaccio russo
- 2003 - Dragan Stoisavljević, calciatore serbo
- 2004 - Ebenezer Akinsanmiro, calciatore nigeriano
- 2004 - Arcëm Šumanski, calciatore bielorusso
- 2005 - Rabby Nzingoula, calciatore francese

## Senza anno specificato(1)
- Clodio Albino, romano († 197)